# Klemen Lavrič
Klemen Lavrič (Trbovlje, RFS de Yugoslavia, 12 de junio de 1981) es un futbolista esloveno, se desempeña como delantero. Actualmente es agente libre, después de acabar su contrato con el Karlsruher SC.

## Clubes
| Club              | País      | Año         | Partidos | Goles |
| NK Rudar Velenje  | Eslovenia | 1998 - 2002 | 91       | 27    |
| Hajduk Split      | Croacia   | 2002 - 2003 | 7        | 1     |
| NK Inter Zaprešić | Croacia   | 2004        | 10       | 3     |
| Dinamo Dresde     | Alemania  | 2004 - 2005 | 31       | 17    |
| MSV Duisburgo     | Alemania  | 2005 - 2008 | 69       | 20    |
| Omiya Ardija      | Japón     | 2008 - 2009 | 21       | 5     |
| SK Sturm Graz     | Austria   | 2009 - 2010 | 26       | 8     |
| FC St. Gallen     | Suiza     | 2011        | 13       | 1     |
| Karlsruher SC     | Alemania  | 2011 - 2012 | 31       | 5     |

- Datos: Q26276
- Multimedia: Klemen Lavrič / Q26276